# 多羅菲伊夫卡 (哈爾科夫州)
49°47′32″N 35°25′48″E / 49.79222°N 35.43000°E
多羅菲伊夫卡（羅馬化：Dorofiivka）是位於烏克蘭東部的村莊，由哈爾科夫州博霍杜希夫區的瓦爾基市鎮負責管轄。該村始建於1907年，面積4.72平方公里，海拔高度176米，2001年人口52，人口密度每平方公里11人。